# Tricetynidyna
Tricetynidyna – organiczny związek chemiczny z grupy 3-dezoksyantocyjanidyn, będący intensywnie czerwonym barwnikiem roślinnym. Tricetynidyna występuje w naparze z czarnej herbaty, gdzie tworzona jest w wyniku oksydacyjnego usunięcia cząsteczki kwasu galusowego z galusanu epigallokatechiny (EGCG).
Związek jest łączony z inhibicyjnym działaniem przeciwko ekspresji FcεRI w komórkach tucznych.